# Habitat (écologie)
Pour les articles homonymes, voir Habitat.

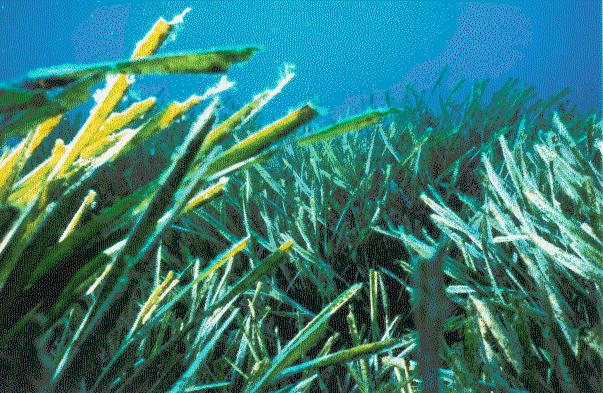
Herbier de posidonies (Posidonia oceanica) en mer Méditerranée. Cet herbier est un habitat pour de nombreuses espèces animales et certains y sont inféodés. Il est lui-même un élément d'un habitat plus large. Divers habitats peuvent ainsi être « emboités » les uns dans les autres, formant les écosystèmes, et y évoluant de manière dynamique.

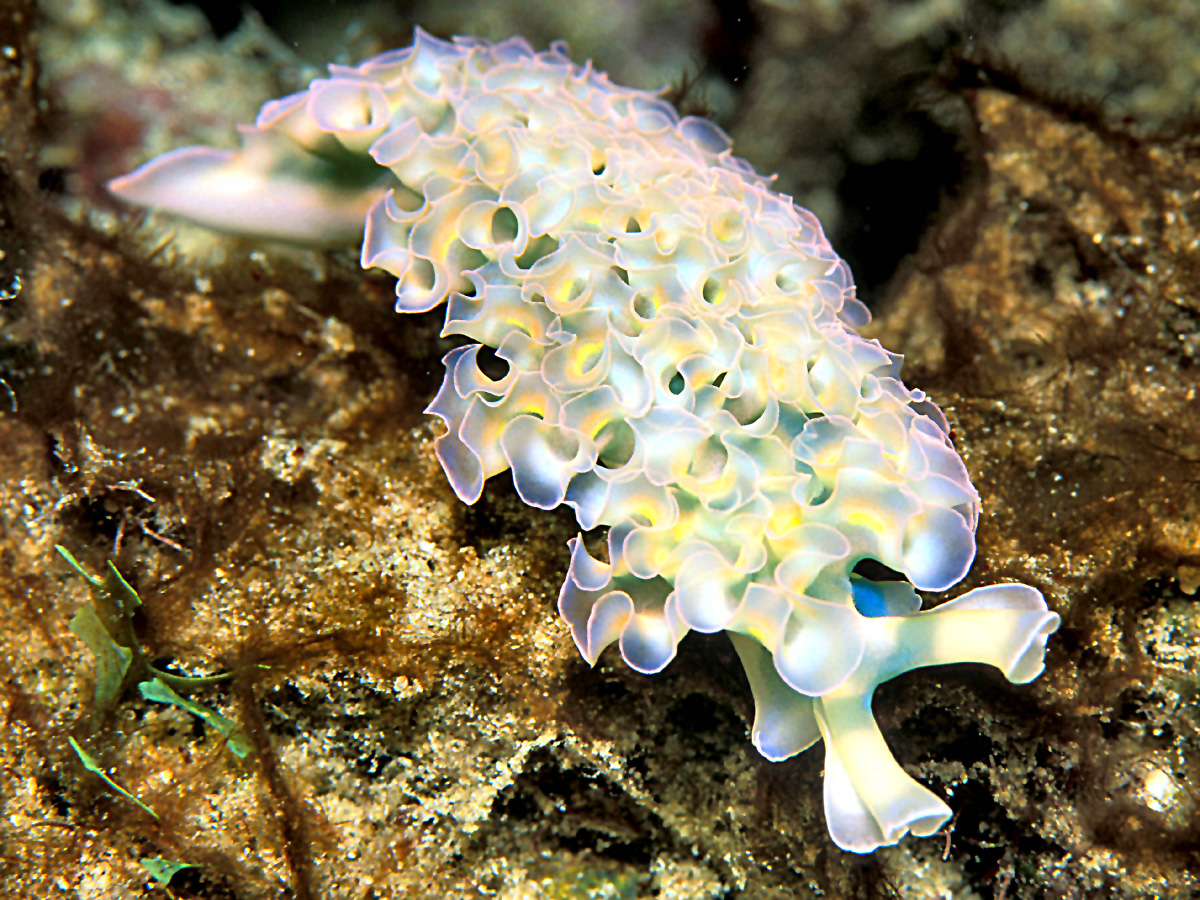
Certaines espèces ont un préférendum écologique précis et limité, au contraire des espèces ubiquistes à large « enveloppe écologique ». Elles sont les plus sensibles à la dégradation, la fragmentation et la destruction de leur habitat (ici, une limace de mer frisée (Elysia crispata), espèce de tectibranche localement commune, mais dans les Caraïbes).

L'habitat est un concept utilisé dans le domaine de l'écologie. Un habitat réunit l'ensemble des êtres vivants et leurs interactions (biocénose) et l'ensemble des éléments physiques ou chimiques (biotope). Certaines espèces clés de voûte ou facilitatrices jouent un rôle dans la création et l'entretien de l'habitat (coraux pour les récifs coralliens par exemple).
L'habitat est aussi un ensemble d'éléments de l'écologie du paysage qui constituent l'environnement biophysique et offrent les ressources naturelles suffisantes pour permettre à une population d'une espèce de vivre et se reproduire normalement sur ce territoire. Certains auteurs estiment qu'un habitat (parce qu'il évolue) n'implique pas une viabilité à long terme pour l'espèce qui y vit, mais au moins une viabilité à court terme.
La notion d'habitat est utilisée pour décrire (et éventuellement cartographier) l'endroit et les caractéristiques du « milieu » dans lequel une population d'individus d'une espèce donnée (ou d'un groupe d'espèces symbiotes ou vivant en guilde) peut normalement vivre et s'épanouir.
Il faudrait plutôt parler de l'habitat d'une population plutôt que d'une espèce ou d'un « organisme », car s'il est par exemple possible de décrire précisément l'habitat d'un seul ours dans les Pyrénées, l'espèce Ursus arctos devrait être constituée d'une « métapopulation » divisée en nombreux groupes d'individus (sous-populations) vivant dans des habitats plus variés que ceux dans lesquels les derniers individus de cette espèce tentent de survivre ; cette espèce était autrefois commune dans toute l'Europe, des littoraux aux basses-montagnes. En ce qui concerne les biotopes, les Pyrénées ne sont en rien représentatives de l'habitat optimal. Ils ne constituent que leur dernier refuge, celui où ils ont été le moins traqués et chassés.[réf. nécessaire]

## Réalité complexe et nuancée

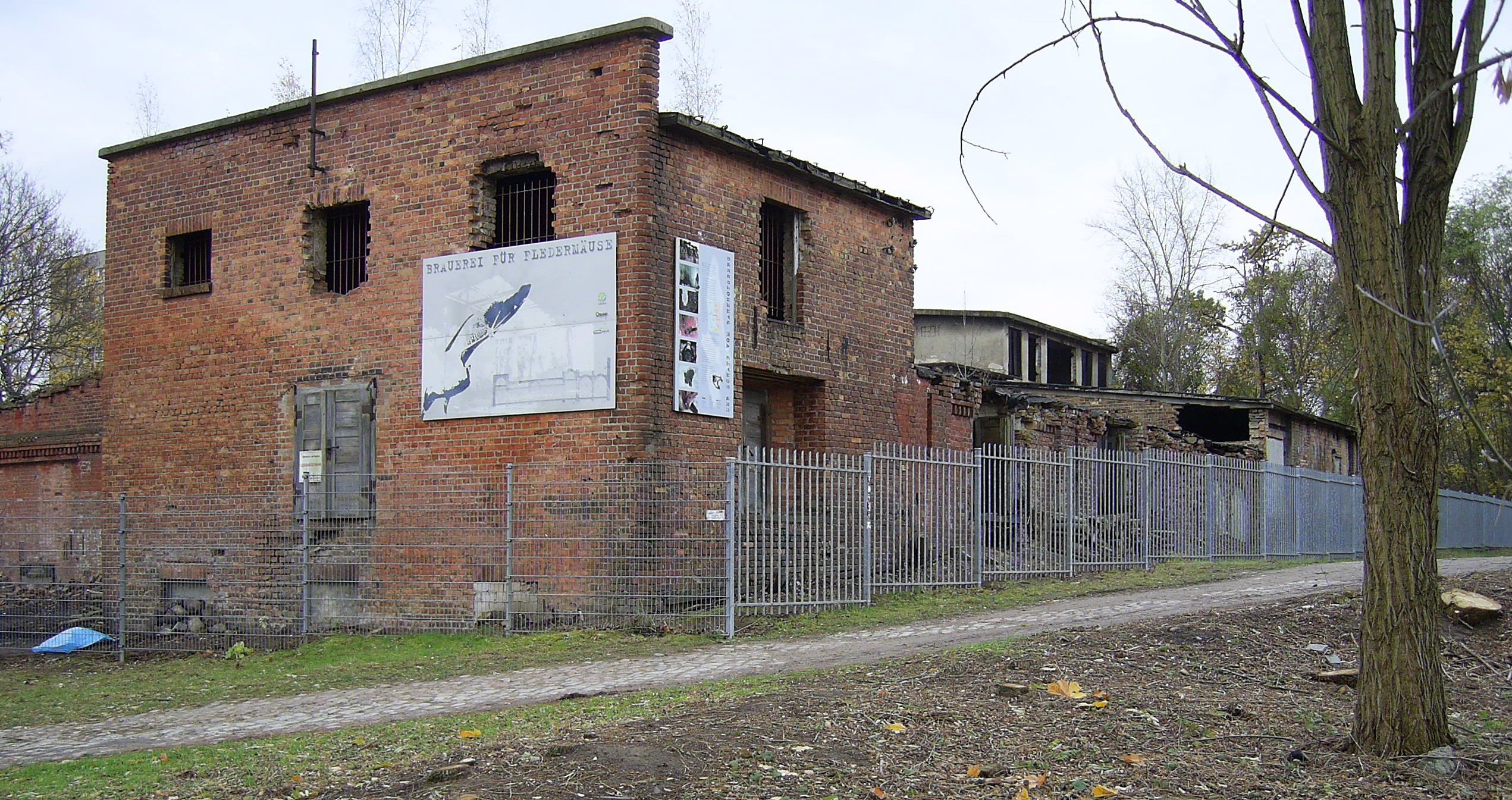
Cette ruine a offert un habitat de substitution aux chauves-souris (espèces protégées) et à d'autres organismes cavicoles, muricoles ou saxicoles. Il a été protégé (muni de grilles) pour cette raison (Francfort-sur-l'Oder, Allemagne).

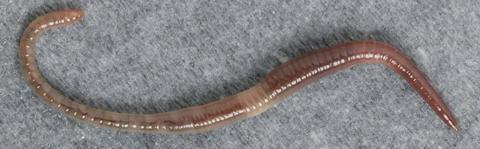
Dendrobaena octaedra est un ver de terre des forêts. C'est une espèce épigée et straminicole (littéralement, qui vit dans la litière).

La notion d'habitat est un concept « flou et variable », caractérisé par deux siècles d'évolution et de glissements
sémantiques depuis son apparition au début du XIXe siècle.

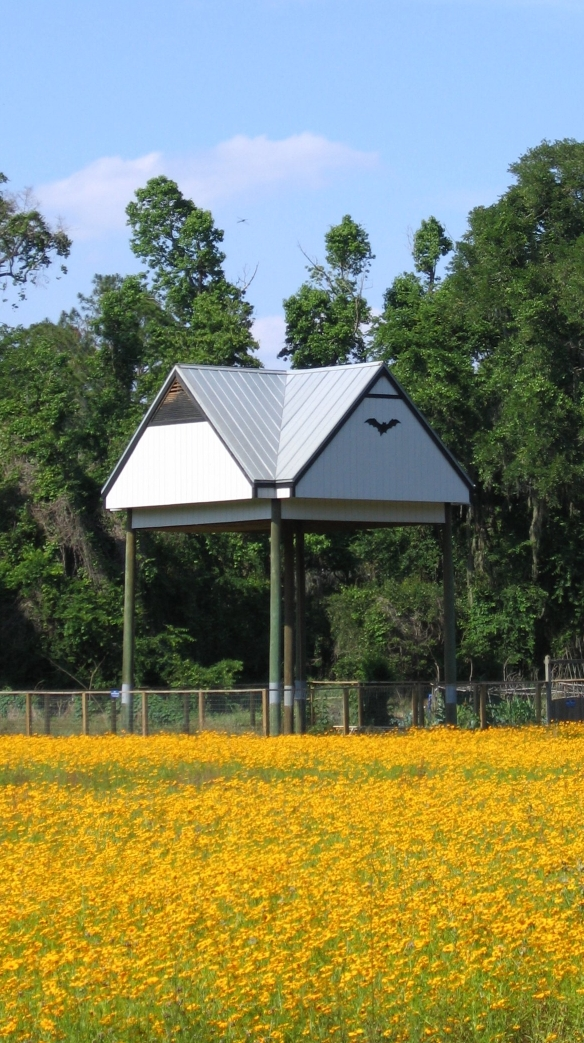
Outre des habitats semi-naturels, on construit parfois des habitats de substitution totalement artificiels, tel ce gîte pour chauve-souris, à l'université de Floride (USA).

### Sélection de l'habitat
La sélection de l'habitat par un organisme vivant pour y réaliser une partie de son cycle de vie est un concept fondamental en écologie évolutive. L'évolution de ce trait d'histoire de vie est induite par l'hétérogénéité spatiale de la qualité des habitats. Les individus développant des traits leur permettant de s'installer sur les habitats de meilleure qualité ont une valeur sélective supérieure à celle des individus s'installant au hasard, du fait d'une survie et/ou d'une fécondité supérieure, et sont donc sélectionnés.

### Limites d'un habitat
Dans la réalité, les limites d'un habitat peuvent être un peu floues, avec des passages doux d'un habitat à un autre habitat, ou plus souvent une mosaïque de milieux tous favorables (ou neutres) vis-à-vis de l'espèce considérée. Le concept d'« habitat » n'implique pas toujours la viabilité d'une espèce à long terme, au moins celle à court terme.

### Habitat optimal et micro-habitat
Au sein d'un habitat (forestier ou marin par exemple), on trouve différents sous-ensembles (ou « micro-habitats »), qui évoluent dans le temps, et qui sont chacun plus ou moins « optimaux » pour l'espèce considérée. Ils peuvent être utilisés comme abris lors de déplacements et de manière différente selon l'heure (rythme nycthéméral…). Un habitat ou micro-habitat est dit « optimal » si dans cet élément de la mosaïque écopaysagère, la réussite reproductive (fitness) de l'espèce est optimale. On parle d'« habitat sous-optimal » s'il s'agit d'un milieu de substitution (naturel ou artificiel) où l'espèce survit, mais difficilement et avec un succès reproductif anormalement bas.
Les écologues parlent aussi de dendro-microhabitats (en abrégé : « dmh ») pour désigner des milieux de vie de petite taille (trous, fentes, écorces décollées, etc.), spatialement isolés et évolutifs, trouvés dans des arbres, notamment les arbres sénescents, en décomposition, et des bois morts abritant souvent un cortège saproxylique. Ces habitats présentent, selon leur nature (arbre support vivant ou mort, localisation dans l'arbre, forme, degré de décomposition du bois…), des conditions de vie très différentes les unes des autres (écosystèmes propice au développement de nombreuses espèces) et supportent des fonctions biologiques variées (simple abri diurne ou nocturne, substrat de nutrition/hydratation pour une ou plusieurs écophases de l'espèce, de régulation de la température ou de l'humidité corporelle, de reproduction, d'hibernation, ou encore siège du cycle de vie complet de l'espèce). Ils régressent fortement dans la forêt intensivement exploitée. Le chercheur en écologie forestière Laurent Larrieu distingue sept formes de dmh, qui sont subdivisées en 15 groupes et 47 types.

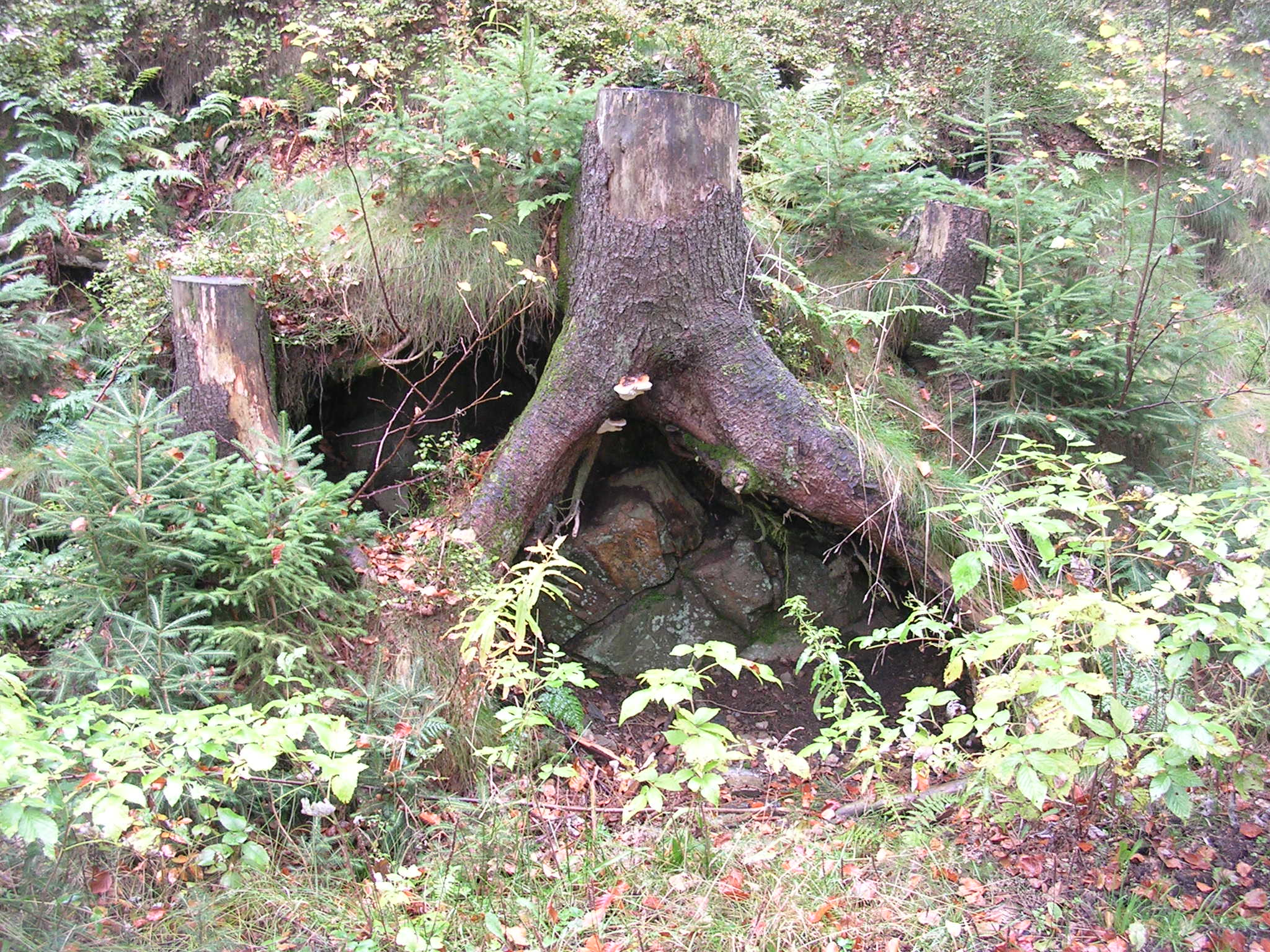
Cavité.
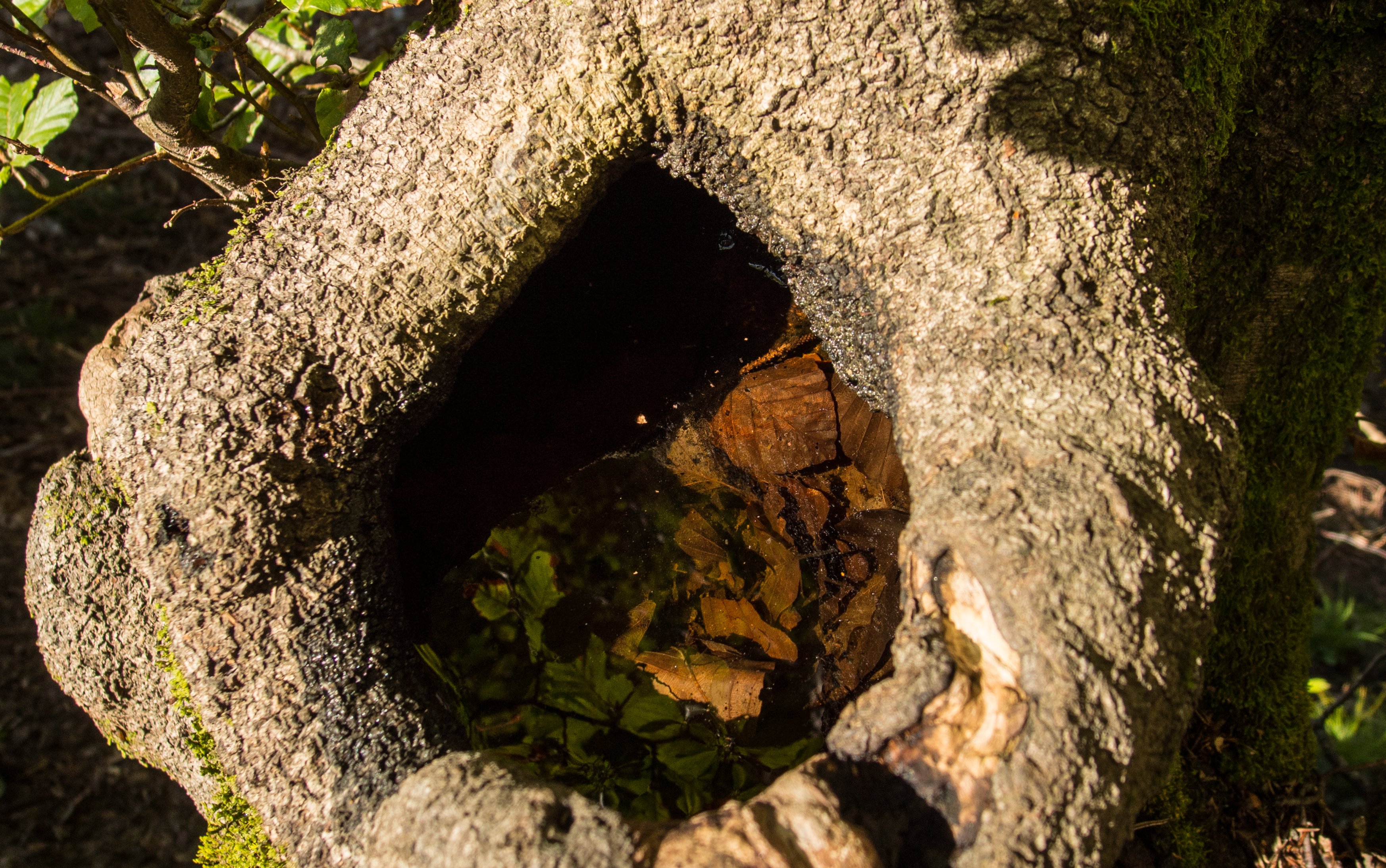
Dendrotelme d'un Hêtre.
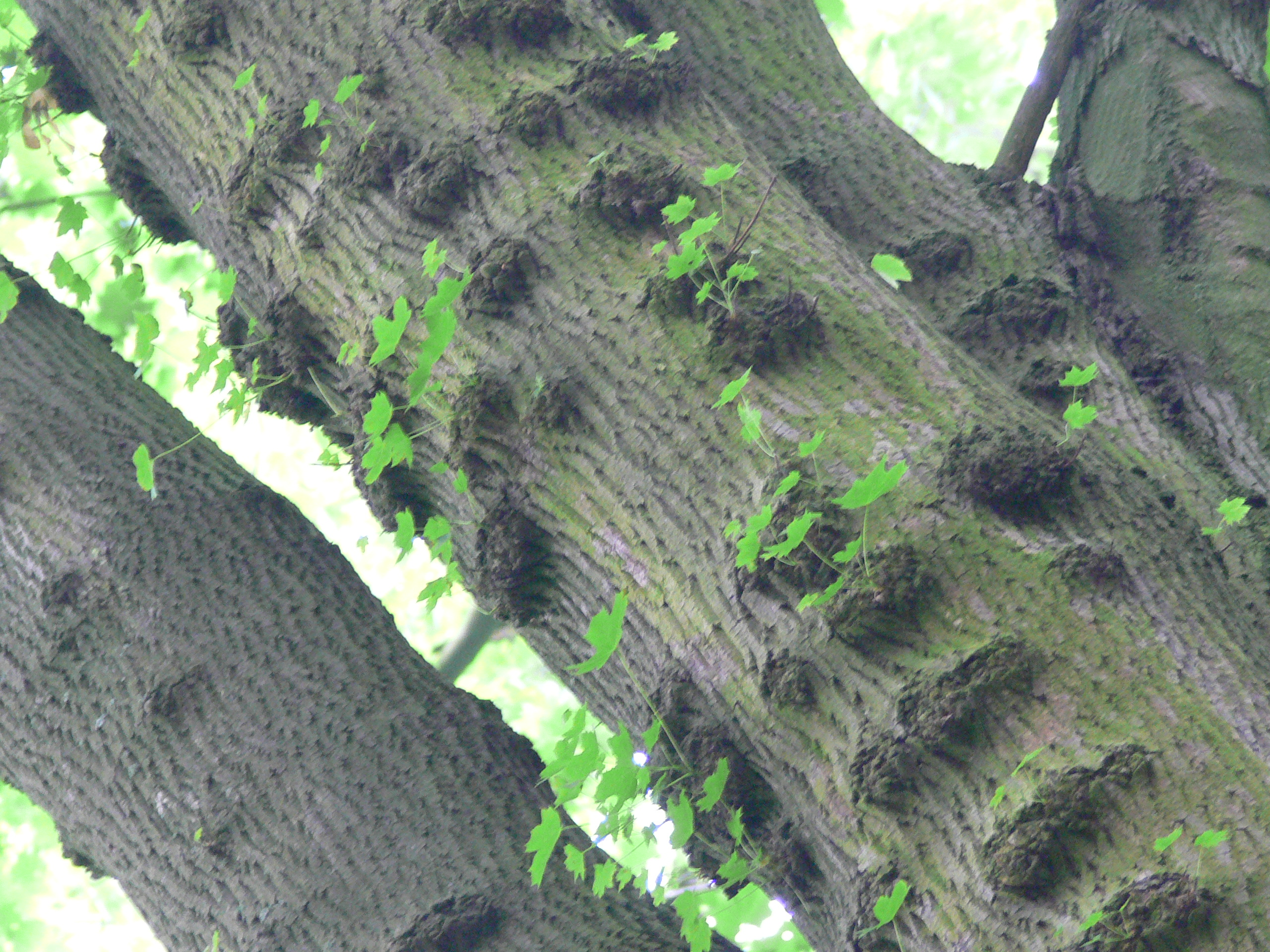
Excroissances.
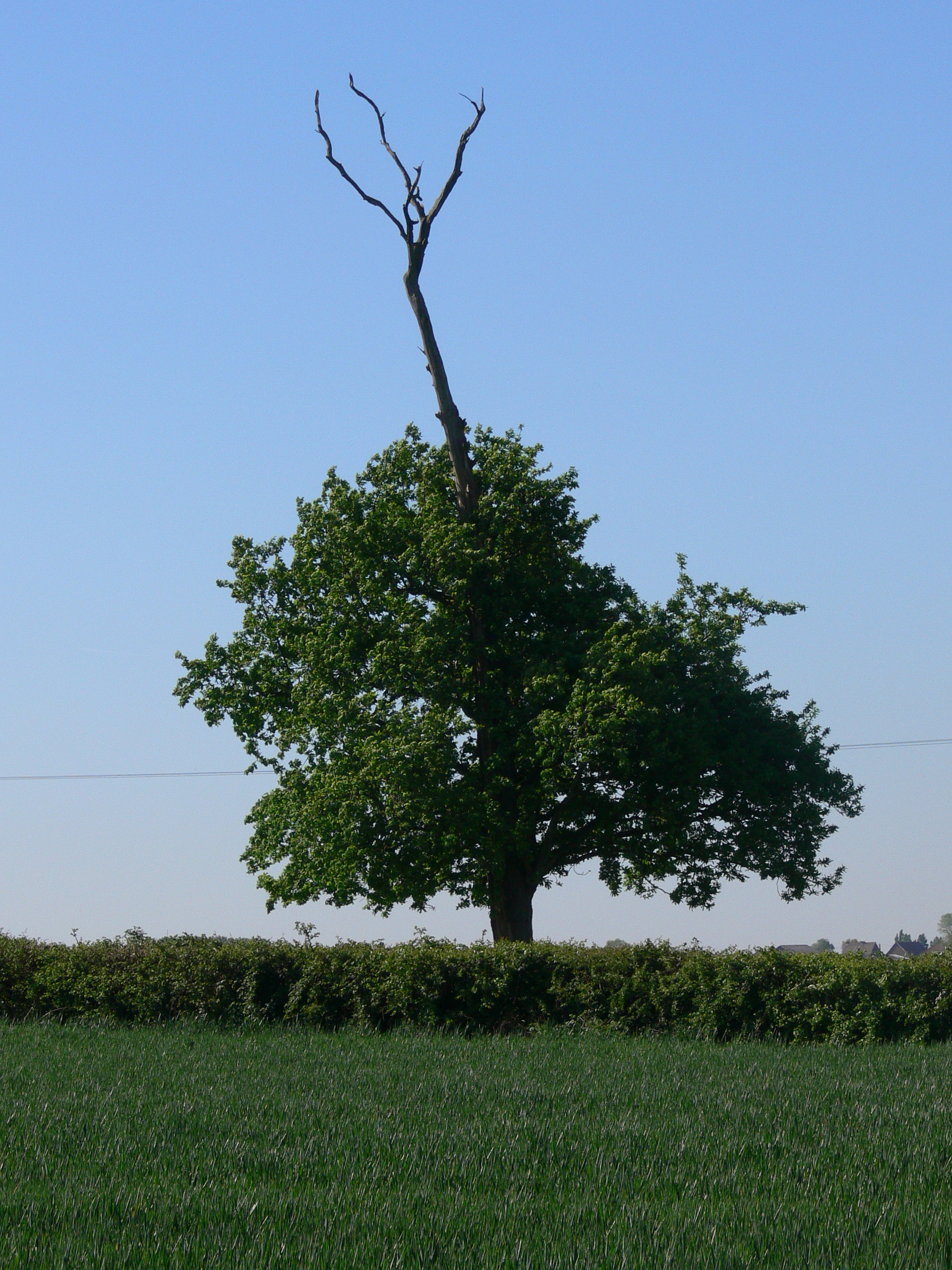
Bois mort (descente de cime).

### Habitat comme somme de caractéristiques
Par extension, le mot peut qualifier la somme des caractéristiques particulières du domaine de vie d'une espèce, défini par des facteurs abiotiques et biotiques, spécifiques de l'espèce à l'un des stades de son cycle biologique, ou pour tout son cycle. Ce concept a une dimension spatiale forte (une taille trop petite rend un habitat non viable pour une espèce qui n'y trouverait plus les conditions de sa survie ; au-delà, on parle souvent d'habitat relictuel). L'habitat a aussi une dimension volumétrique importante pour les organismes capables de voler ou se déplaçant sous l'eau, et une dimension temporelle et biogéographique.

### Modifications anthropiques
Depuis 40 000 ans, la plupart des phénomènes de régression de la biodiversité et extinction d'espèces semblent directement corrélés aux effets des activités de population humaine, avec une accélération depuis l'apparition de l'agriculture et de son industrialisation,,.
La destruction, l'altération et la fragmentation des habitats par l'Homme seraient des causes possibles de disparition d'espèces et de régression de la biodiversité.
Les modifications anthropiques du paysage ont imposé à de nombreuses espèces de vivre dans des habitats dits « sous-optimaux » ou de substitution dans lesquelles elles peuvent survivre un certain temps, et avec un taux de reproduction ou une durée de vie diminués. Dans certains cas, ces habitats peuvent même devenir des « puits » (constitués d'éléments physiques, chimiques ou alimentaires non durables ou rapidement épuisables) attirant des espèces et leur permettant de se développer à court terme, mais pour les précipiter ensuite en quantité massive dans ce qu'ils deviennent : des pièges écologiques.
Cas du râle de l'île Lord Howe
On a ainsi montré dans les années 1980 qu'une espèce australienne menacée, le râle de l'île Lord Howe (Galliralus sylvestris), à la suite de l'introduction du sanglier par l'homme dans l'île où cet oiseau vivait, avait dû pour survivre se réfugier dans un habitat sous-optimal (aux sommets de l'île). L'espèce y avait survécu, mais en régressant et en populations relictuelles, avec un taux de reproduction très diminué.
Une éradication du sanglier sur toute l'île a effectivement été rapidement suivie du retour de l'oiseau dans son habitat optimum, accompagné d'un succès reproducteur restauré.
Dans ce cas, l'habitat était physiquement toujours présent et apparemment optimal, mais il avait été rendu inaccessible à l'espèce par l'introduction d'une autre espèce, le sanglier.

### Milieu artificiel
Par extension, le concept évoqué ci-dessus peut inclure des milieux artificiels susceptibles de jouer un rôle de substitution en permettant la survie provisoire d'une espèce (le bocage est artificiel, mais constitue un bon habitat de substitution pour de nombreuses espèces des lisières forestières), ou des milieux nécessaires à leur survie et cycle de reproduction (par exemple s'il joue le rôle d'un corridor biologique ou d'un refuge transitoire), le milieu qui lui fournit de quoi subvenir à ses besoins.

### Cas particulier des habitats marins
Certains habitats naturels marins ont des limites matérielles fixes (ex. : récif rocheux, facile à représenter par une carte au trait), et beaucoup ont des limites immatérielles ou temporellement variables (salinité par exemple), alors plus difficiles à cartographier (par exemple en raison de leurs interactions avec les phénomènes de variations de la hauteur de la colonne d'eau (zone intertidale) et des mouvements des masses d'eau dans les zones de fort courant). En outre, les habitats marins sont fortement tri-dimensionnels et peu accessibles à l'observation directe (notamment dans les zones turbides et/ou très profondes).
Pour faciliter le travail de connaissance et de cartographie de ces habitats en Europe, l'Agence européenne pour l'environnement (AEE) a produit une typologie EUNIS des habitats marins. Cette typologie paneuropéenne (terrestre et aquatique), susceptible d'être périodiquement mise à jour (selon les avancées de la science), a été créée par le Centre thématique européen sur la diversité biologique (CTE/DB) pour l'AEE. Cette typologie comprend 6 niveaux hiérarchiques et heuristiques. Elle commence par les habitats strictement marins (identifiés par la lettre « A ») des habitats des bords de mer et terrestres. Les niveaux hiérarchiques suivants sont des subdivisions supplémentaires (associées à un système alphanumérique de code et de numérotation). Certains des habitats EUNIS correspondent à des habitats pour lesquels la directive Habitat et la Convention OSPAR imposent des mesures de protection et de conservation.
L'échelle d'étude et de cartographie est également à considérer. Selon le guide EUNIS européen : 
« On estime généralement à au moins 25 m2 la taille minimale d'une unité d’habitat marin. Cette taille résulte d’un compromis entre les capacités des instruments de télédétection à identifier les unités et l’aptitude de l'œil de l’observateur à intégrer et résumer un ensemble complexe en une entité dominante. Cette convention relative à la taille a aussi été établie sur la base de considérations pratiques, en ayant à l'esprit la cartographie des habitats et ses contraintes. Toute biocénose qui occupe une zone plus petite, ou encore toute niche particulière à l'intérieur d'une unité d’habitat (ex. : cuvettes des milieux exposés, rocher isolé sur un fond sédimentaire), devrait être considérée comme une propriété de cette unité. »

## Définition
Un habitat est généralement défini en tant qu'habitat d'espèce, ou par rapport à une biocénose (ex. : l'habitat du Pic noir, qui implique la présence d'arbres morts ou colonisés par des organismes xylophages), soit par rapport à une communauté cohérente et équilibrée d'espèces (guilde, écosystèmes) ; d'abord parce que les espèces dominantes modèlent souvent leur habitat, autant qu'elles sont contraintes par lui, ensuite parce que nombre d'entre elles contribuent à le construire ou à le modifier en leur faveur (par exemple, les sphaignes qui résistent mieux que la plupart des autres plantes aux milieux acides, acidifient fortement les milieux où elles vivent, ce qui permet la persistance de tourbières à sphaignes sur des milliers d'années).
En France, le Comop TVB et, par suite, les SRCE distinguent les habitats d'espèces (ici d'espèces du critère de cohérences) et les habitats naturels ou semi-naturels en général ; le Comop TVB a demandé au Muséum national d'histoire naturelle (MNHN) de produire des listes d'habitats (listes non limitatives destinées à assurer la cohérence et non l'identification du SRCE), en faisant remarquer qu'il manquait en France des données comparables à celles concernant les espèces et qui permettraient de déterminer la responsabilité nationale des régions en matière d'habitats. Il encourageait aussi des travaux scientifiques plus fins sur la connectivité entre milieux pour leur maintien.

### Habitat naturel (définition élargie)
En Europe, la directive Habitats Faune Flore (DHFF) définit la notion d'habitat naturel par « un espace homogène par ses conditions écologiques (compartiment stationnel avec ses conditions climatiques, son sol et matériau parental et leurs propriétés physico-chimiques), par sa végétation (herbacée, arbustive et arborescente), hébergeant une certaine faune, avec des espèces ayant tout ou partie de leurs diverses activités vitales sur cet espace. »
En d'autres termes, un habitat naturel (ou semi-naturel) est « un ensemble reconnaissable, formé par des conditions stationnelles (climat, sol, relief) et par une biocénose caractéristique aussi bien végétale qu’animale », même si ce sont souvent les caractéristiques végétales d'un habitat qui sont retenues pour le définir et le décrire (de plus en plus souvent au moyen de la phytosociologie et en Europe des codes « Corine Biotope », en se basant sur le fait que les plantes reflètent en quelque sorte la nature et l'évolution du milieu, du substrat et des écosystèmes. Dans ces classifications, un habitat (ex. : lande) est subdivisé en types d'habitats (lande acide à Bruyère, lande paratourbeuse, lande humide ou lande sèche).
La végétation est en effet — en tant qu'intégratrice (représentative des conditions de milieu et de fonctionnement du système) — considérée comme un bon indicateur, permettant de déterminer l'habitat (par les unités de végétation du système phytosociologique) ».

### Habitat d'espèce
Pour le Museum, l'habitat d'espèce est « le lieu où une espèce vit, désigné par son environnement spatial aussi bien biotique qu’abiotique. Cette notion est à différencier de la notion d’habitat naturel qui désigne un ensemble reconnaissable formé par des conditions stationnelles (climat, sol, relief) et une biocénose caractéristique (c’est alors souvent les communautés végétales qui sont utilisées pour décrire les habitats naturels du fait de leur caractère intégrateur (phytosociologie)). »
Sauf précision contraire, on inclut généralement les « habitats de substitution » ainsi que les gîtes ou substrats artificiels dans l'habitat d'une espèces.
Pour certaines espèces, des conditions de calme (silence, absence de dérangement) ou de qualité de la nuit (environnement nocturne protégé de la pollution lumineuse) s'ajoutent à celle du milieu physique et écologique.
Pour des espèces très ubiquistes, migratrices ou exploitant de vastes surfaces ou volumes de l'environnement, les limites ou caractéristiques d'un habitat sont parfois floues (comme l'habitat de la baleine grise, ou celui de l'hirondelle de fenêtre qui peut ou non inclure ses corridors de migration et toutes ses zones de nourrissage).
Un habitat est parfois aussi un organisme, un super-organisme (ex. : corail) ou un organe (ex. : l'intestin humain abrite un ensemble de microorganismes symbiotes ou non pouvant peser jusqu'à plusieurs kilogrammes, dit « microbiote »). De nombreuses espèces très spécialisées (exoparasite, endoparasite, certains symbiotes) ont pour habitat un organe ou l'organisme d'une autre espèce.
Pour reconnaître ou repérer l'habitat qui leur convient le mieux, les espèces mobiles détectent des signaux ou stimuli tactiles (espèces fouisseuses…), visuels et chimiques (olfactifs en particulier). Divers organes, variables selon les espèces, dont des antennes, permettent aux animaux de mieux se diriger vers le point d'origine d'une odeur dans un panache perturbée par les turbulences d'une masse d'air (antennes des insectes) ou l'eau (barbillons de certains poissons, antennes des crustacés comme le Homard).
Pour un animal ou une espèce, une attraction irrésistible vers une source de signaux inappropriés peut être fatale, plaçant l'individu ou l'espèce dans une situation de piège écologique (ex. : lumière attirant certains papillons).

## Enjeux de conservation de la nature
La conservation des habitats est l'enjeu central de la conservation de la nature ; ils doivent subsister en nombre et en taille suffisants, et avec une connectivité écologique suffisante et pertinente, dans le cas des mosaïques ou réseaux d'habitats. Leur intégrité écologique est également importante, alors qu'ils sont de plus en plus fragmentés ; c'est pourquoi dans le monde diverses stratégies et constructions de remaillage écologique d'habitats par des corridors biologiques sont testées et/ou mises en œuvre, jusqu'aux échelles inférieures à celles des habitats.

### Écologie et protection des habitats
Au XXe siècle, la conservation de la nature a évolué, passant de la notion de protection d'espèce à celle de protection de populations et de réseaux écologiques d'habitat, avec notamment la biologie de la conservation qui s'appuie sur la conservation conjointe des habitats et des espèces qui y vivent et les construisent et entretiennent…
Le World Wildlife Fund a cherché à représenter la surface terrestre en écorégions, zones géographiques, terrestres, marines ou d'eau douce. Afin de procéder à cette identification, WWF a divisé ces trois domaines (terrestre, marin et eau douce) en « type d'habitat principaux », qui peuvent décrire les différentes zones géographiques partageant des conditions environnementales similaires, des structures d'habitat comparables et une diversité bêta. Ces habitats majeurs sont globalement comparables aux biomes. WWF a identifié 14 types d'habitats principaux dans le domaine terrestre, 7 en eau douce et 9 en zone marine.
Des expériences de restauration et de protection de microhabitats sont en cours, dont en Alsace dans le cadre de la trame verte et bleue avec la LPO Alsace, qui cherche aussi à associer des acteurs et riverains naturalistes ou non spécialistes.

### Mosaïque d'habitats
Certaines espèces ont besoin d'habitats différents pour assurer leur cycle de vie. Leur juxtaposition peut leur permettre de répondre à leurs différents besoins (reproduction, nutrition, protection…). Les mosaïques sont donc source de richesses spécifiques.

### En Europe

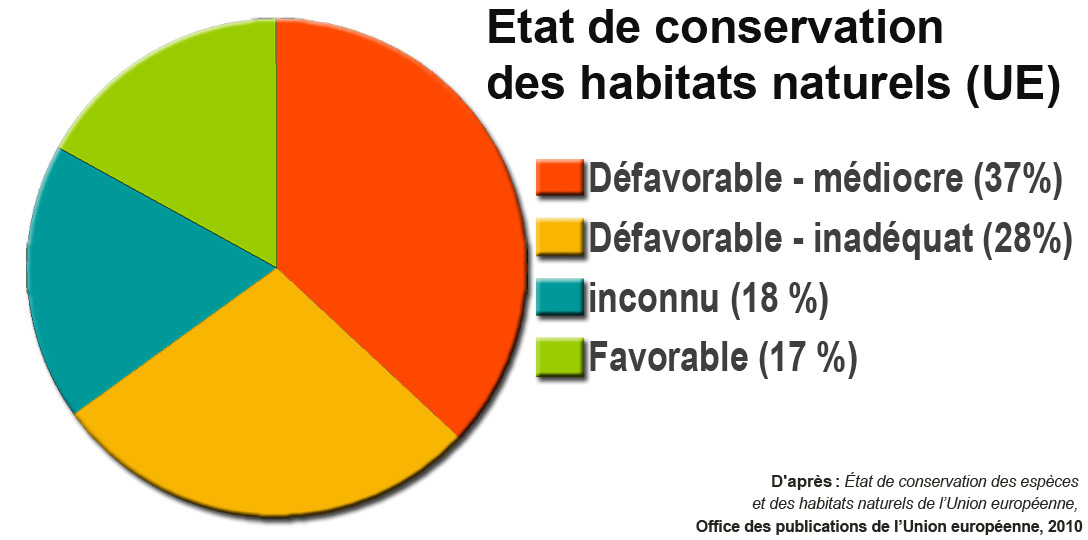

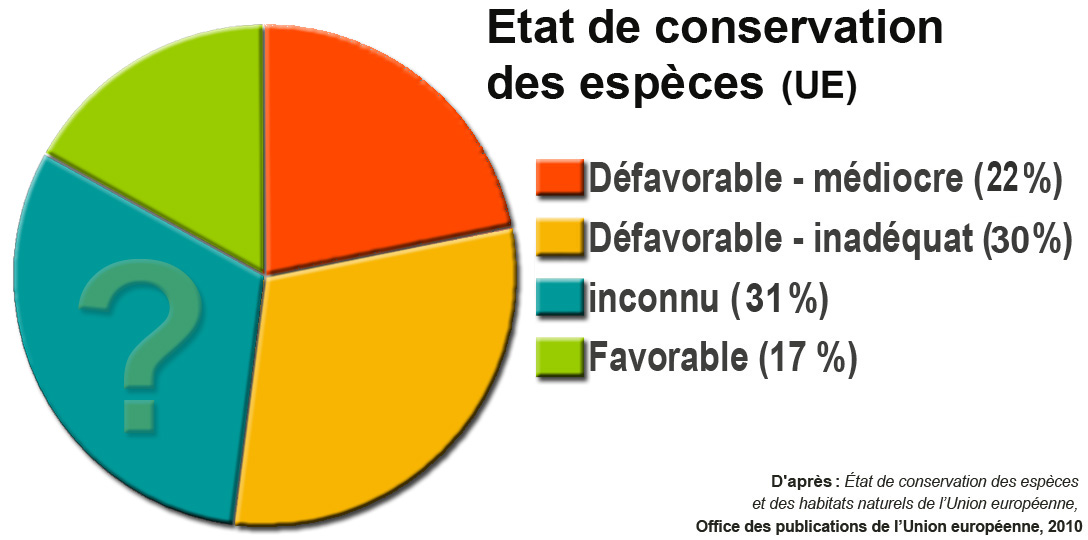

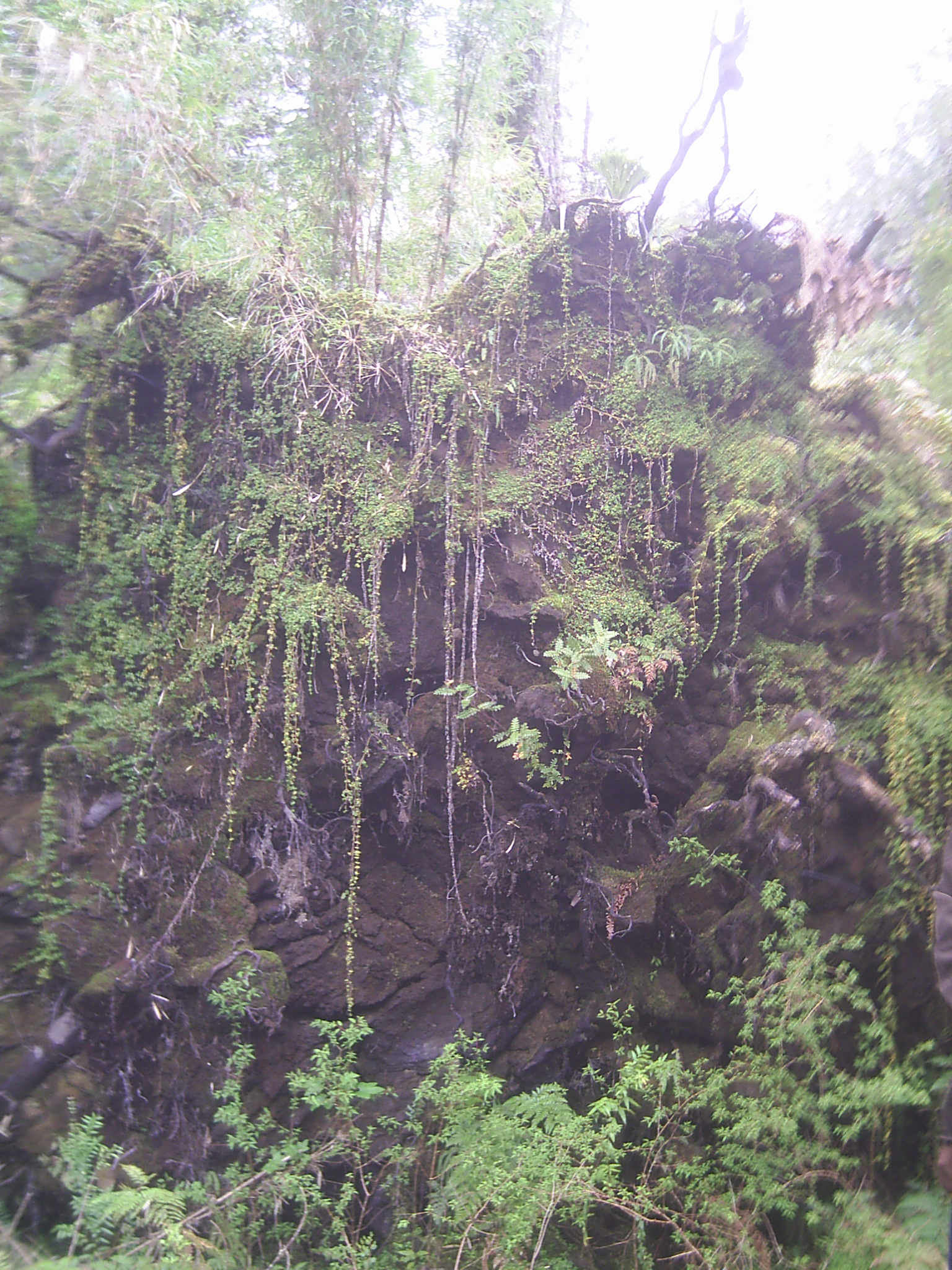
La chute de cet arbre (chablis) a créé un « micro-habitat » provisoire de type falaise ou ravin ; la « Galette »caillouteuse verticale maintenue par les racines, est devenu le support d'une petite population de fougères dont les spores pourront s'établir sur un autre chablis proches quelques années plus tard. Dans le creux, un milieu humide propice à certains amphibiens peut aussi perdurer un certain temps. Les chablis sont ainsi une source permanente d'hétérogénéisation et de complexification du milieu, propices au maintien de la biodiversité.

L'Europe et ses états-membres ont pour leur part défini les habitats comme étant des « zones terrestres ou aquatiques se distinguant par leurs caractéristiques géographiques, abiotiques et biotiques, qu'elles soient entièrement naturelles ou semi-naturelles ». Une directive précise que certains habitats naturels sont d'intérêt communautaire. Ce sont les habitats qui, sur le territoire couvert par la Directive :
- sont en danger de disparition (dans leur aire de répartition naturelle) ou ;
- ont une aire de répartition naturelle réduite, par suite de leur régression, ou en raison de leur aire intrinsèquement restreinte ou ;
- constituent des exemples remarquables de caractéristiques propres à l'une ou à plusieurs des sept régions biogéographiques de l'Europe (alpine, atlantique, boréale, continentale, macaronésienne, méditerranéenne ou pannonique).

Au XXe siècle la tendance a été une forte dégradation de la qualité et surface des habitats naturels. En 2010, d'importantes lacunes existent encore dans la connaissance quantitative et qualitative des habitats marins ; Dans le bilan (2010) d'évaluation des habitats naturels de l'Europe, le pourcentage d'états « inconnus » est bien plus élevé pour les habitats et espèces des régions marines (57 % d'espèces dont l'état est qualifié d'inconnu en 2010) que pour ceux des régions terrestres (27 %). De plus, la qualité des données disponibles est jugée mauvaise pour les populations marines (près de 60 % des cas en 2010) deux fois plus souvent que pour les espèces terrestres (35 % des cas).

#### La directive «Habitat Faune Flore»
Cette Directive européenne du 21 mai 1992 part du principe qu'il est illusoire de chercher à protéger les espèces et leurs fonctions écologiques si on ne protège pas aussi et d'abord leur habitat.
Elle vise donc à favoriser le bon état de conservation d'habitats prioritaires pour le maintien de la biodiversité en Europe, en tenant compte des exigences économiques, sociales, culturelles et régionales, reconnaissant que dans le contexte européen du XXe siècle, le maintien de la biodiversité peut « dans certains cas, requérir le maintien, voire l'encouragement, d'activités humaines ». Elle s'appuie sur la protection des habitats naturels de la faune et de la flore sauvage dans 6 grandes zones bio-géographiques du territoire de la Communauté européenne : atlantique, boréal, macaronésienne, continentale, alpine et méditerranéenne. Elle complète la Directive oiseaux et ses zones de protection spéciales (ZPS), en intégrant les engagements de la Convention de Berne (1979). C'est un des éléments de la constitution du réseau écologique paneuropéen, qui s'appuie sur des zones spéciales de conservation (ZSC), dite Natura 2000 (Art. 3) formant un réseau écologique européen cohérent.
Le classement en ZSC n'implique pas nécessairement l'arrêt ni même la modification de l'activité économique mais impose la mise en place d'un document d'objectif visant la pérennité ou la restauration de processus biologiques et des éléments nécessaires à la conservation des types d'habitats ou des espèces dites « d'intérêt européen » pour lesquelles elles ont été désignées. Les États membres proposent les zonations à l'Europe et mettent en place les documents d'objectifs. Des financements européens et nationaux peuvent aider les agriculteurs, forestiers, etc. à mettre en œuvre les actions de gestion restauratoire ou conservatoire. Cette directive vise un objectif qui est une des conditions du développement soutenable ; la conservation durable d'une quantité minimale d'habitats fonctionnels.
La Directive proposait un calendrier, et demandait des programmes d'amélioration des connaissances scientifiques et techniques, ainsi que d'éducation et l'information générale relatives aux objectifs de la directive, que certains pays, dont la France ont appliqué avec beaucoup de retard et avec des lacunes. Pour des raisons de subsidiarité, la directive n'intègre dans le réseau Natura 2000 que les sites d'intérêt européen. C'est aux États membres de décliner des mesures complémentaires à leur échelle. Les collectivités territoriales y concourant plus ou moins selon les législations des pays. Les États membres doivent prendre des mesures appropriées pour éviter, dans les zones spéciales de conservation (ZSC) les perturbations touchant les espèces pour lesquelles les zones ont été désignées, dès lors que ces perturbations peuvent avoir un effet significatif eu égard aux objectifs de la directive. La perturbation intentionnelle d'une espèce protégée par la directive, notamment lors de sa période de reproduction, de dépendance, d'hibernation et de migration est interdite. La définition de la notion de perturbation et de dérangement a donné lieu à de longues et difficiles discussions, notamment en France concernant le dérangement par des activités de nature, la pêche ou la chasse. Elle est encore sujette à interprétation.

## Évaluation des habitats
C'est une discipline encore émergente, car très complexe. C'est une des composantes essentielles de l'évaluation environnementale, notamment dans le cadre des études d'impacts, profils environnementaux ou état initiaux de sites. Plusieurs méthodes sont pour cela utilisées par les écologues.
On tend à distinguer les habitats (qui abritent de nombreuses espèces) et l'habitat d'espèce, souvent plus facile à évaluer. Dans une certaine mesure, un état actuel peut être comparé à ce que l'on pense être l'écopotentialité du milieu, et une tendance à l'amélioration ou à la dégradation peut généralement être estimée.

## Cartographie des habitats naturels
À la fin du XXe siècle, pour mieux connaître et protéger la biodiversité, et mieux évaluer les impacts des activités humaines et du dérèglement climatique sur cette biodiversité, le besoin est apparu de cartographier de manière assez précise les habitats des espèces, ainsi que les réseaux écologiques. Il s'agit aussi d'homogénéiser les données et rendus cartographiques réalisés à partir de jeux de données souvent produits par des acteurs locaux, et d'en permettre l'agrégation au niveau national et paneuropéen.
En Europe pour divers besoins dont concernant les directives « Oiseaux » et « Natura 2000 », ainsi que pour cartographier les Zones Spéciales de Conservation (ZSC), pour les cahiers d'habitats (voir Directive habitats, EUNIS, etc. des moyens et codes de cartographies ont été inventés et partagés par les États membres, plus tardivement pour les habitats marins. Ces cartes (systèmes CORINE, CORINE Biotopes) sont essentiellement basées sur des référentiels, critères et nomenclatures phytosociologiques.
En France, depuis 2016, l'INPN a mis en ligne une base de données dite « HABREF », de près de 15 000 fiches relatives aux habitats de métropole et de l'outre-mer. Les fiches de ce référentiel complètent le référentiel taxonomique français nommé TAXREF dont les versions sont régulièrement mises à jour ; elles incluent une description, une liste d'espèces associées et les correspondances avec d'autres typologies d'habitats.
Enfin, il ne suffit pas de cartographier les habitats, il faut encore pour qu'ils soient fonctionnels qu'ils soient « accessibles » aux espèces qui le constituent ou qui devraient y vivre pour la faune. Certains auteurs estiment que l'accessibilité d'un habitat est le meilleur prédicteur de sa richesse, devant d'autres indicateurs plus quantitatifs (tels que le pourcentage du territoire couvert par un habitat, ou même la densité du maillage routier pris indépendamment du contexte.
Certains habitats subaquatiques (habitats sous-marins notamment) posent des problèmes de cartographie, car peu accessibles (grottes, fissures ou systèmes karstiques, habitats des grandes profondeurs…) ou car dynamiques et plus ou moins mobiles (certaines dunes marines et habitats estuariens). En France, à la demande du ministère chargé de l'Écologie, un guide permettant une standardisation des cartographies a été publié en 2005 par le Muséum national d'histoire naturelle et la fédération des Conservatoires Botaniques Nationaux. Un référentiel Corine Biotopes a été mis à jour pour la France en 2003 ; de premières typologies d'habitats marins benthiques ont aussi été affinées dans les années 2000, puis en 2008 un Guide de cartographie des habitats marins, notamment dans le cadre du MESH (acronyme de Mapping European Seabed Habitats, désignant la « cartographie des habitats benthiques européens »).
La photographie aérienne peut parfois être très utile (quand et là où l'eau est claire). Pour l'environnement marin, ce travail est en France accompagné par l'observatoire du littoral et IFREMER et d'autres organismes plus spécialisés.
Cette cartographie passe aujourd'hui généralement par cinq étapes :
1. Définition de la finalité et des objectifs d'un programme de cartographie, puis en fonction de ces objectifs : conception d'une stratégie de levés, d'échelles de cartographie (qui doivent être assez fines, car les échelles de terrain conditionnent celles des restitutions régionales et nationales, en sachant que plus une échelle est fine, plus la cartographie demandera de travail et de temps). L'échelle la plus fine est souvent le 1/2 000e (par exemple utilisée pour les gestionnaires de milieux naturels), le 1/25 000 étant souvent utilisé pour les synthèses régionales ou nationales) ; C'est aussi à cette étape (et en fonction des budgets disponibles) que l'on va choisir les techniques et méthodes d'acquisition, de traitement et d'interprétation des données ;
2. Caractérisation des habitats, et identification des espèces (à partir des données disponibles et /ou prospections de terrain qui valideront les données provenant éventuellement déjà d'images aériennes et satellitales, atlas, etc.). 
À ce stade une « typologie des habitats » est établie et validée ;
3. Prospections et cartographie, selon la typologie retenue. Les données, géoréférencées, sont portées sur des fonds de cartes à partir de d'orthophotographies numérique (vendues par l'IGN en France), ou de manière complémentaire à partir de la BD Topographique ou du « Scan25 IGN ». L'échelle minimale retenue en France pour cartographier les habitats et sites des espèces végétales est le 1/10 000e (sur la carte, 1 cm représente 100 m sur le terrain)[32] ;
4. Création d'un système d'informations géographiques, permettant d'organiser, visualiser, et utiliser ces données (fournies en format E00, MIF/MID ou .shp. et rendues en format .xls, .mdb, ou .txt avec tabulations) ; et évaluation du rendu cartographique ;
5. Restitution sous forme de cartes, avec notices descriptives des habitats… en passant donc par un système de projection géographique (Pour éviter les déformations trop importantes, la France a été divisée en quatre zones (du nord au sud) auxquelles correspondent les projections Lambert I, II, III et IV. Les cartes de synthèse nationales sont faites selon une projection spéciale (dite « Lambert II étendu »). Un système Lambert II carto étendu permet de superposer les différentes couches d'informations des SIG locaux ou nationaux dans un même système de projection[32]).

Une validation scientifique des données est faite à chaque stade, par exemple en France par les conservatoires botaniques nationaux (reconnus comme validant la trame verte et bleue nationale (TVB) par le projet de loi Grenelle II, et à échelle nationale finale par le Muséum national d'histoire naturelle (MNHN).
Les habitats évoluent, ce qui implique des mises à jour régulières devant permettre de comprendre et suivre, ou anticiper les facteurs de changements de modifications d'habitats. Un travail expérimental de cartographie affinée des habitats, aidé par l'Europe (Programme Interreg) a été coréalisé par le Kent County Council et le Conseil régional du Nord-Pas-de-Calais, visant à produire une cartographie fine, mais aussi à déterminer si de nouveaux apports de l'imagerie satellitaire sont possibles à un coût raisonnable (pour les mises à jour notamment).

## Référentiels
À titre d'exemple pour la France :
- Prodrome des végétations de France,
- synopsis bryosociologique pour la France,
- Corine Biotope,
- classification des habitats du Paléarctique,
- EUNIS Habitats,
- Natura 2000,
- Cahiers d'habitats
  - Habitats forestiers; Connaissance et gestion des habitats et des espèces d'intérêt communautaire ; Cahiers d'habitats Natura 2000 (Synthèse des connaissances scientifique et concernant la gestion des habitats naturels et de chaque espèce figurant aux annexes I et II de la directive « Habitats » pour lesquels la France est concernée) ; La documentation française, 761 pages]
  - Habitats côtiers; Connaissance et gestion des habitats et des espèces d'intérêt communautaire (Synthèse des connaissances scientifique et concernant la gestion des habitats naturels et de chaque espèce figurant aux annexes I et II de la directive « Habitats » pour lesquels la France est concernée) ; Cahiers d'habitats Natura 2000 ; La documentation française, 399 pages, Paris 2004 ; (ISBN 2-11-005192-2)
  - Habitats humides ; Connaissance et gestion des habitats et des espèces d'intérêt communautaire ; Cahiers d'habitats Natura 2000 (Synthèse des connaissances scientifique et concernant la gestion des habitats naturels et de chaque espèce figurant aux annexes I et II de la directive « Habitats » pour lesquels la France est concernée) ; La documentation française, 456 pages

## En France
Le Grenelle de l'environnement, la loi Grenelle I et la loi Grenelle II et les travaux de préparation ou mise en œuvre de la trame verte et bleue, ont accéléré les travaux sur les habitats. On parle maintenant d' habitats déterminants qui sont les habitats d'espèces dites « espèces déterminantes pour la Trame verte et bleue » (dont la liste varie selon les régions). Ces habitats doivent être suffisamment fonctionnellement liés entre eux pour permettre la connectivité écologique au niveau de l'espèce considérée.